# Setosella cavernicola
Setosella cavernicola is een mosdiertjessoort uit de familie van de Setosellidae. De wetenschappelijke naam van de soort is voor het eerst geldig gepubliceerd in 1977 door Harmelin.